# Trzy kroki od siebie
Trzy kroki od siebie (oryg. Five Feet Apart) – amerykański melodramat w reżyserii Justina Baldoni. Scenariusz stworzyli Mikki Daughtry oraz Tobias Iaconis. W głównych rolach wystąpili Cole Sprouse i Haley Lu Richardson. Premiera filmu odbyła się 15 marca 2019. Dystrybucją zajęła się firma CBS Films oraz Lionsgate. Film jest oparty na podstawie powieści pod tym samym tytułem autorstwa Rachael Lippincott. W 2018 ukazała się nowelizacja filmu pod tym samym tytułem.

## Fabuła
Dwoje nastoletnich pacjentów szpitala Will (Cole Sprouse) i Stella (Haley Lu Richardson) choruje na mukowiscydozę. Zakochują się w sobie, jednak ze względu na swój stan zdrowia nie mogą się do siebie zbliżać. Will zaczyna buntować się przeciwko swoim stałym zaleceniom medycznym, w związku z czym dziewczyna będzie musiała go uratować.

## Obsada[4]
- Haley Lu Richardson – Stella Grant
- Cole Sprouse – Will Newman
- Moises Arias – Poe
- Kimberly Hebert Gregory – Barb
- Parminder Nagra – dr Hamid
- Claire Forlani – Meredith
- Emily Baldoni – Julie
- Cynthia Evans – Erin
- Gary Weeks – Tom
- Sophia Bernard – Abby Grant
- Cecilia Leal – Camila

## Produkcja
W styczniu 2017 Tobias Iaconis i Mikki Daughtry sprzedali scenariusz do filmu firmie CBS Films która zajęła się też jego produkcją. Został on przedstawiony Justinowi Baldoniemu który został obsadzony na stanowisku reżysera. W styczniu 2018 Cole Sprouse został obsadzony w jednej z głównych ról. W kwietniu do obsady dołączyła Haley Lu Richardson oraz Moises Arias.
Zdjęcia do filmu rozpoczęły się 25 maja 2018 w Nowym Orleanie w Luizjanie, a zakończyły się miesiąc później 26 czerwca.
Tytuł filmu odnosi się do „zasady sześciu stóp” wytycznej z amerykańskiej organizacji Cystic Fibrosis Foundation, która stwierdziła, że pacjenci z mukowiscydozą powinni być trzymani co najmniej 6 stóp (2 m) od siebie, aby zmniejszyć ryzyko infekcji krzyżowej.

## Box office
Film przyniósł producentom 90 mln $ zysków, przy 7 mln budżecie.